# أفعى أوروبية شائعة
الأفعى الأوروبية الشائعة أو الأفعى الشرسة (الاسم العلمي: Vipera berus) هي نوع من الأفاعي الواسعة الانتشار والتي توجد عبر معظم مناطق أوروبا الغربية وصولاً إلى شرق آسيا. لا تعتبر هذه الحيات خطيرة بشكل خاص؛  فهذا النوع من الثعابين غير عدواني وعادة ما يلدغ عند تنبيهه أو إزعاجه فقط. وقد تكون اللدغات مؤلمة جدًا، إلا أنها نادرًا ما تكون مميتة. والاسم المحدد berus من اللغة اللاتينية الجديدة وكان يُستخدم في وقت ما للإشارة إلى الثعبان، وربما ثعبان العشب ناتريكس ناتريكس (Natrix natrix).
توجد الأفعى الأوروبية الشائعة في مناطق مختلفة، ويلعب مدى تعقيد الموطن دورًا جوهريًا بالنسبة للجوانب المختلفة لسلوكياتها. وتتغذى على الثدييات الصغيرة والطيور والسحالي والبرمائيات، وفي بعض الحالات على العناكب والديدان والحشرات. وتتكاثر الإناث مرة كل عامين أو ثلاثة أعوام وعادة ما تضع صغارها في أواخر الصيف إلى بدايات الخريف في نصف الكرة الشمالي. والأفعى الأوروبية الشائعة مثلها مثل معظم الأفاعي الأخرى بَيُوضة وَلُودة، ويتراوح عدد الصغار الذين تلدهم بين 3 و20 ويبقى الصغار مع أمهم لعدة أيام. وينمو البالغون حتى يصل طولهم إلى 60 إلى 90 سنتيمترًا (24 إلى 35 بوصة) ويتراوح وزنهم من 50 جرامًا (1.8 أونصة) إلى حوالي 180 جرامًا (6.3 أونصات). وقد تم الاعتراف بثلاثة أنواع من بينها الأنواع المرشحة الواردة في هذا المقال. ولا يعتبر هذا الثعبان مهددًا بالانقراض على الرغم من أنه من الحيوانات المحمية في بعض البلدان.

## كتابات أخرى
- Ananjeva NB, Borkin LJ, Darevsky IS, Orlov NL. 1998. Amphibians and Reptiles. Encyclopedia of Nature of Russia. ABF Moscow (in Russian). 574 pp.
- Appleby L.G. 1971. British Snakes. London: J. Baker. 201 pp. ISBN 0-212-98393-8.
- Joger U, Lenk P, Baran I, Böme W, Ziegler T, Heidrich P, Wink M. 1997. The phylogenetic position of Vipera barani and of Vipera nikolskii within the Vipera berus complex.
- Minton S.A. Jr. 1974. Venom Diseases. Springfield (IL): CC Thomas Publ. 386 pp.
- Wüster W, Allum CSE, Bjargardottir IB, Bailey KL, Dawson KJ, Guenioui J, Lewis J, McGurk J, Moore AG, Niskanen M, Pollard CP. 2004. Do aposematism and Batesian mimicry require bright colours? A test, using European viper markings. Proceedings of the Royal Society of London. B 271 pp 2495–2499. PDF[وصلة مكسورة] at Wolfgang Wüster, School of Biological Sciences, University of Wales, Bangor. Accessed on 15 August 2006.

## وصلات خارجية
- Vipera berus at Surrey Amphibian and Reptile Group (SARG)
- Vipera berus European Field Herping Community
- Vipera berus at Amphibians and Reptiles of Europe. Accessed on 16 August 2006.
- Adder or Viper - Vipera berus at Reptiles and Amphibians of the UK. Accessed 9 October 2006.
- Vipera berus at Club100. Accessed 9 October 2006.
- Viper berus - Adder at First Nature. Accessed 9 October 2006.
- Adder (Vipera berus) at Warwickshire Amphibian and Reptile Team. Accessed 11 February 2010 .
- Adder, Vipera berus at Reptiles & Amphibians of France. Accessed 6 June 2008.
- Vipera berus images at Hribi.net. Accessed 7 February 2010.
- Snakes at Froglife, UK (now part of Amphibian & reptile conservation Trust). Dead site archived by www.archive.org. Accessed  11 February 2010.
- Add an Adder (UK Herpetological Conservation Trust). Accessed 31 December 2007.
- James Stroud Research and Contact Details (University of Hull, UK)